# Consumer Reports
Consumer Reports ist die erste und größte Verbraucherorganisation der Welt mit Sitz in Yonkers in den Vereinigten Staaten von Amerika, die Waren und Dienstleistungen verschiedener Anbieter untersucht und vergleicht. Die Organisation wurde 1936 unter dem Namen Consumers Union gegründet.
Die Organisation hat die Aufgabe Verbraucher bei ihren Kaufentscheidungen zu informieren und unabhängig zu beraten sowie über Verbraucherrechte aufzuklären.
Die Finanzierung geschieht vornehmlich durch die Beiträge der über sieben Millionen Abonnenten. In den Publikationen gibt es keine kommerzielle Werbung.
Consumer Reports ist Mitglied bei Consumers International, beteiligt sich im Rahmen der Dachorganisation International Consumer Research & Testing (ICRT) bei internationalen vergleichenden Warentests und kooperiert hierbei auch mit der deutschen Stiftung Warentest.